# 혈도살수
"혈도살수"는 한국에서 제작된 최제원 감독의 1980년 영화이다. 곽무성 등이 주연으로 출연하였고 김원두 등이 제작에 참여하였다.

## 출연

### 주연
- 곽무성
- 연남희
- 남충일
- 김유행

## 기타
- 조명: 김태성
- 녹음: 이재웅
- 미술: 이명수